# Pavel Dřevěný
Pavel Dřevěný (8. února 1916 Dolní Bojanovice – 13. července 1944 Malborough) byl český palubní střelec 311. československé bombardovací perutě.

## Život

### Před druhou světovou válkou
Pavel Dřevěný se narodil 8. února 1916 v Dolních Bojanovicích na Hodonínsku v rodině Josefa Dřevěného a Marie, rozené Komosné, jako jeden z pěti sourozenců. V roce 1927 jeho rodina emigrovala do Kanady, kde žila ve vesnici Margo v Saskatchewanu a živila se dřevorubectvím a zemědělstvím. Absolvoval tři roky studií na střední škole, poté pracoval jako mechanik v dřevařském závodě.

### Druhá světová válka
Po vypuknutí druhé světové války začal Pavel Dřevěný pracovat v muniční továrně v Torontu. Do Československé armády v zahraničí potažmo do Royal Air Force se přihlásil 11. ledna 1943 v Montréalu. Rozhodl se tak po návštěvě velitele československé vojenské mise v Montréalu plk. Čeňka Hutníka v Margu. Poté byl Pavel Dřevěný přepraven do Spojeného království, kde nastoupil k výcviku, který se částečně uskutečnil i na Bahamách. Zdárně jej ukončil 9. dubna 1944, následně byl zařazen k 311. československé bombardovací peruti jako palubní střelec. S perutí se účastnil se protiponorkových a protilodních hlídkových letů nad Lamanšským průlivem, neboť se jednalo o období vylodění v Normandii. Dne 13. července 1944 odstartoval ve stroji Consolidated B-24 Liberator GR Mk.V BZ717 L pod velením Ludvíka Koška společně se dvěma jinými letouny k dalšímu z hlídkových letů nad průlivem. Z důvodu špatného počasí byla mise přerušena. Při návratu se Ludvík Košek rozhodl sletět pod mraky a zorientovat se, vletěl ovšem do mlhy a narazil u města Malborough do svahu. Celá posádka zahynula. Pavel Dřevěný byl pohřben na hřbitově Weston Mill v Plymouthu. Dosáhl hodnosti desátníka.

## Posmrtná ocenění
- Pavel Dřevěný byl 1. června 1991 in memoriam povýšen do hodnosti majora
- V kanadském Saskatchewanu bylo po Pavlu Dřevěném pojmenováno jezero[1]